# Helmut Dietl
Helmut Dietl (Bad Wiessee, 22 giugno 1944 – Monaco di Baviera, 30 marzo 2015) è stato un regista tedesco.

## Biografia

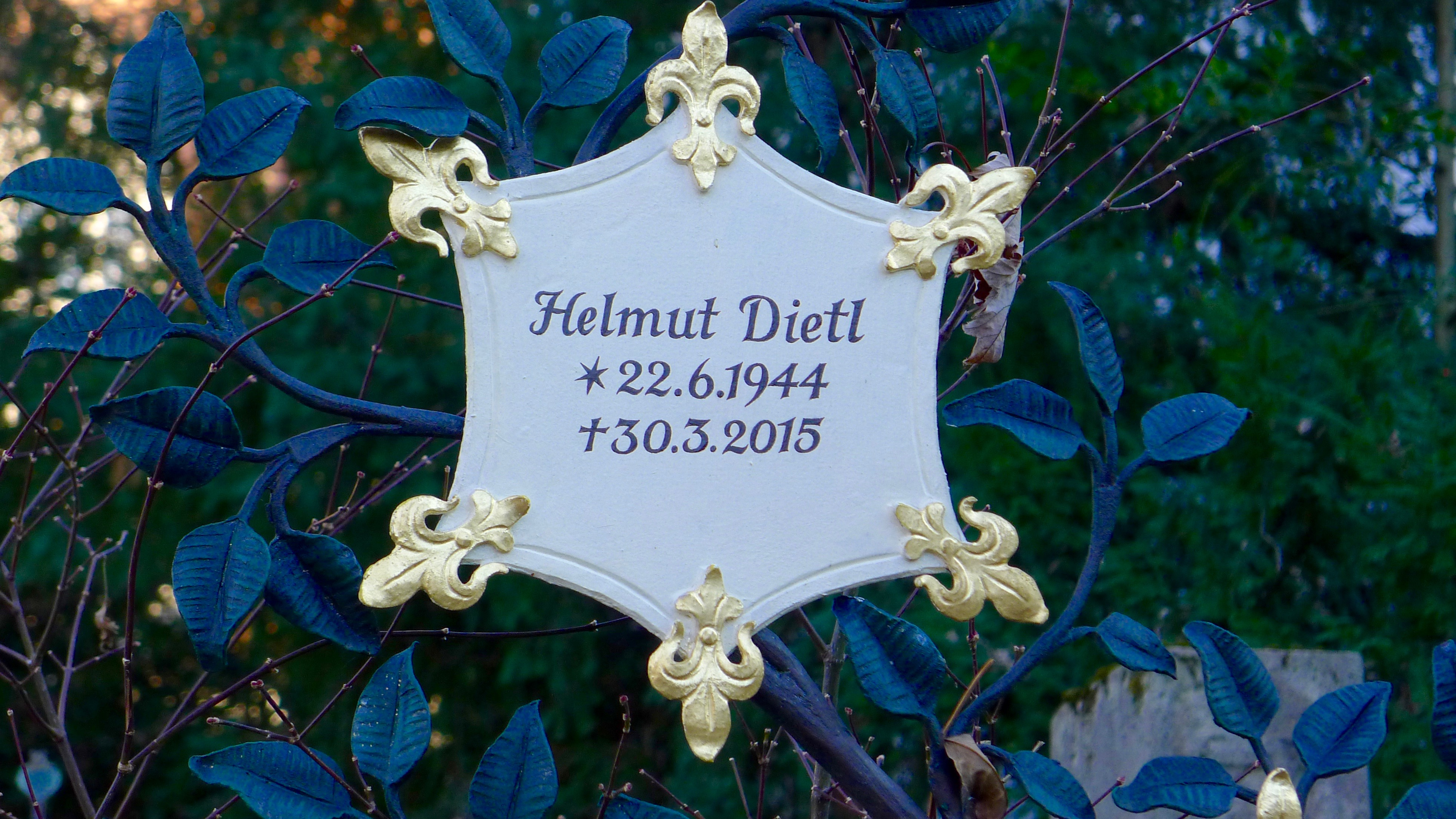
Tomba di Helmut Dietl

Compiuti gli studi secondari, Dietl seguì i corsi di storia del teatro e storia dell'arte all'Università Ludwig Maximilian di Monaco. Nel 1974 fece il suo esordio da regista dirigendo nove episodi di una serie tv, per passare in seguito ai lungometraggi, con esiti iniziali non positivi, salvo poi clamorosamente affermarsi nel 1992 grazie alla pellicola Schtonk!, nominata sia all'Oscar sia al Golden Globe nella categoria dei migliori film stranieri. Affidò la sceneggiatura di alcuni suoi lavori a Patrick Süskind. Nel 1998 fu nella giuria della Berlinale.
Dietl ebbe per prima moglie Barbara Valentin; in Schtonk! e Late Show diresse Veronica Ferres, a lungo sua compagna. Passò poi a nuove nozze con Tamara Duve, figlia di un uomo politico.
Morì il 30 marzo 2015 a Monaco di Baviera, settantenne:  meno di un anno e mezzo prima aveva rivelato di essersi ammalato di cancro ai polmoni.

## Filmografia

### Cinema
- Der Durchdreher (1979)
- Schtonk! (Schtonk) (1992)
- Rossini (1997)
- Late Show (1999)
- Vom Suchen und Finden der Liebe (2005)
- Zettl (2012)

### Serie TV
- Münchner Geschichten – serie TV, 6 episodi (1974-1975)
- Der ganz normale Wahnsinn – serie TV, 8 episodi (1979-1980)

- Monaco Franze - Der ewige Stenz – serie TV, 8 episodi (1983)
- Kir Royal – serie TV, 6 episodi (1986)